# 신대통령제
신대통령제(新大統領制)는 카를 뢰벤슈타인이 주창한 정부의 형태로, "어떠한 특수한 입헌적 조치를 통해 집행권자인 대통령이 국가의 다른 기관보다 우월한 정치권력을 갖는 정부 형태"로 정의하고 있다. 더 자세히 서술하자면, 많은 제 3세계의 국가들에서 권력분립이 되어있는 대통령제를 대통령의 권한이 더욱 커지도록 왜곡된 것을 일컬었다.

## 신대통령제 국가 목록
뢰벤슈타인이 주장한 신대통령제 국가는 다음과 같다.
- 박정희 치하의 대한민국(유신헌법)
- 나세르 치하의 이집트
- 응오딘지엠 치하의 남베트남
- 장제스 치하의 중화민국
- 후안 페론 치하의 아르헨티나
- 샤를 드골 치하의 프랑스

이들 국가 이외에도 신대통령제라 볼 수 있는 나라는 더 있다.
- 우고 차베스 치하의 베네수엘라를 신대통령제로 보기도 한다.
- 나치 독일 시절의 독일
- 프란시스코 프랑코 집권기의 스페인
- 2011년 이집트 혁명 이전의 이집트
- 벤 알리 치하의 튀니지
- 레제프 타이이프 에르도안 치하의 터키

## 같이 보기
- 이원집정부제